# Charles Emory Smith
Ne doit pas être confondu avec Charles E. Smith.
Pour les articles homonymes, voir Charles Smith et Smith.
Charles Emory Smith, né le 18 février 1842 à Mansfield (Connecticut) et mort le 19 janvier 1908 à Philadelphie (Pennsylvanie), est un journaliste, diplomate et homme politique américain. Membre du Parti républicain, il est ambassadeur des États-Unis en Russie entre 1890 et 1892 puis Postmaster General des États-Unis entre 1898 et 1902 dans l'administration du président William McKinley et dans celle de son successeur Theodore Roosevelt.

## Biographie

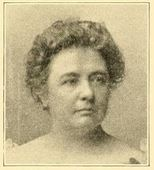
L'épouse de Charles Emory Smith.